# Joseph-Melchior de Livet
Joseph-Melchior de Livet de Monthoux, italianizzato in Giuseppe Delivet (Annecy-le-Vieux, 14 marzo 1806 – Pringy, 5 marzo 1862), è stato un politico francese.

## Biografia
Fu deputato del Regno di Sardegna nella III e nella IV legislatura per il collegio di Annecy.